# Kaiser Franz Josef (Band)
Kaiser Franz Josef (kurz KFJ) war eine Rockband aus Österreich.

## Geschichte
Die Gruppe wurde 2010 gegründet und war im Mai desselben Jahres Vorband der Hard-Rock-Band AC/DC bei ihrem Konzert in Wels, welches von 82.000 Menschen besucht wurde. 2013 nahm die Gruppe an der Talentshow Die große Chance bei ORF eins teil und erreichte im Finale am 8. November den fünften Platz.
Der Sound des Wiener Rock-Trios wird mit dem von Led Zeppelin und Deep Purple verglichen.
Die EP How Much Is a Mile erschien am 8. November 2013 und wurde bei iTunes Österreich sofort auf Nummer eins platziert. Die gleichnamige Single erreichte im Vertrieb von Columbia (Sony Music Austria) Platz 8 der österreichischen Charts. Anlässlich des DFB-Pokalfinales im Jahr 2017 hat Kaiser Franz Josef auf der ARD-Bühne vor dem Olympiastadion in Berlin ein Konzert vor über 50.000 Menschen gegeben. Im Juni des gleichen Jahres spielten sie als eine der ersten österreichischen Bands auf den Hauptbühnen der „Rock am Ring“- und „Rock im Park“-Festivals. Noch im August desselben Jahres spielten die drei Österreicher auf dem Wacken.
2018 waren sie mit Billy Idol auf Europatour.
Die Band nahm ihr drittes Album, III, in den britischen Rockfield Studios auf. Für den Song Cactus steuerte der US-amerikanische Bluesmusiker Seasick Steve als Gastmusiker Slide Guitar und Backing Vocals bei. Die von der Band gemeinsam mit Tom Dalgety produzierten Aufnahmen wurden am 17. Juli 2020 über Online-Musikdienste sowie auf CD und Schallplatte veröffentlicht.
Im September 2021 kündigte die Band in den sozialen Netzwerken an, dass Gründungsmitglied Hesham „Sham“ Abd El Salam nicht mehr Teil von KFJ ist. Daraufhin wurde die Facebook-Seite gelöscht. Auf Instagram wurde dann auch noch ein Posting zur Amadeus-Verleihung 2021 veröffentlicht – seither gab es von der Band aber kein Lebenszeichen mehr. Konzerte sind mit Stand Dezember 2023 ebenso keine geplant.

## Auszeichnungen
- Amadeus-Verleihung 2014: Preisträger der Kategorie Rock/Hard & Heavy
- Amadeus-Verleihung 2018: Preisträger der Kategorie Hard & Heavy
- Amadeus-Verleihung 2021: Preisträger der Kategorie Hard & Heavy[13]

## Diskografie
- 2013: How Much Is a Mile (EP, Eigenveröffentlichung)
- 2013: Reign Begins (Album, Columbia / Sony Music)
- 2017: Make Rock Great Again (Album, Columbia / Sony Music)
- 2020: III (Album, Columbia / Sony Music)

## Galerie

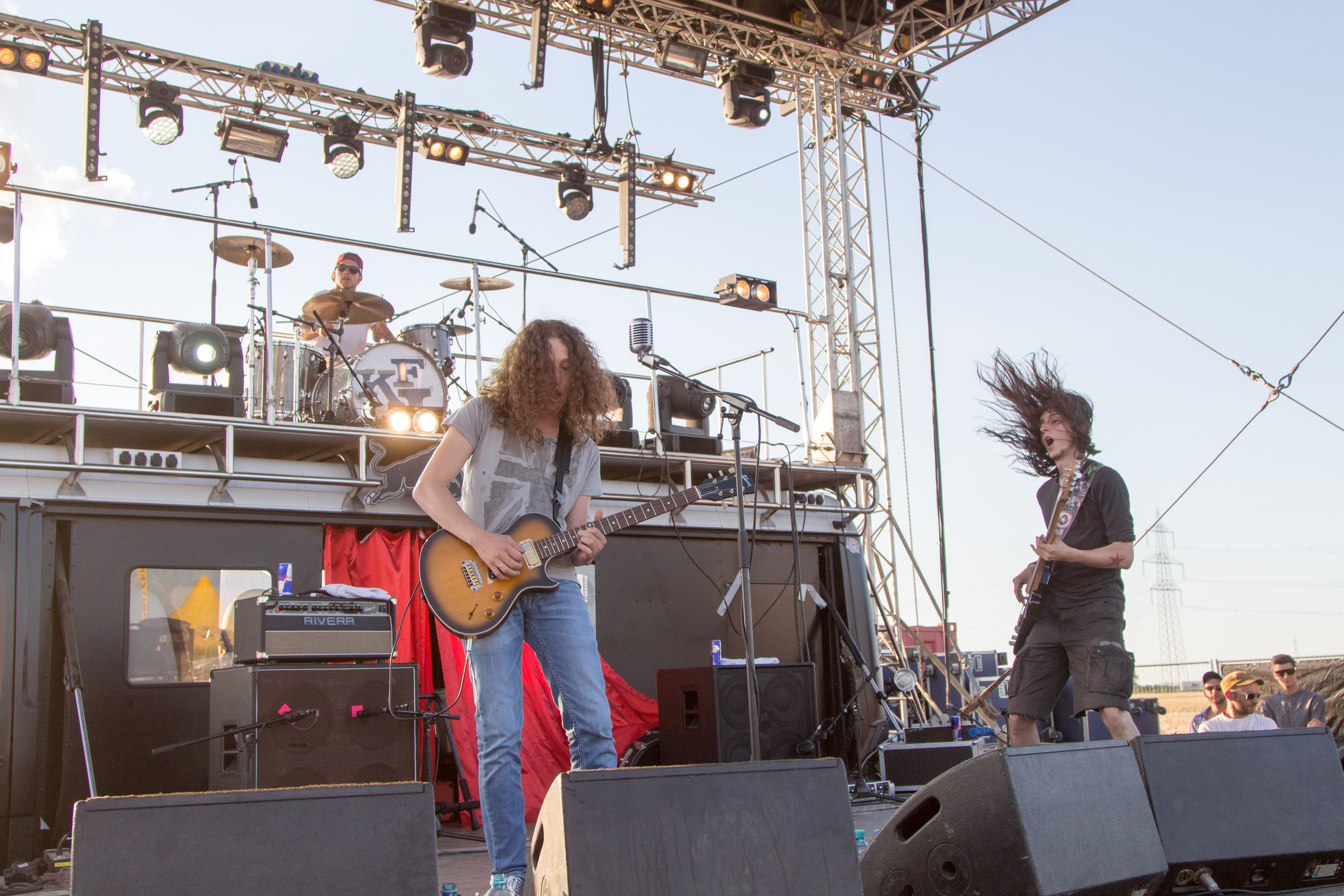
Kaiser Franz Josef am Nova Rock 2014
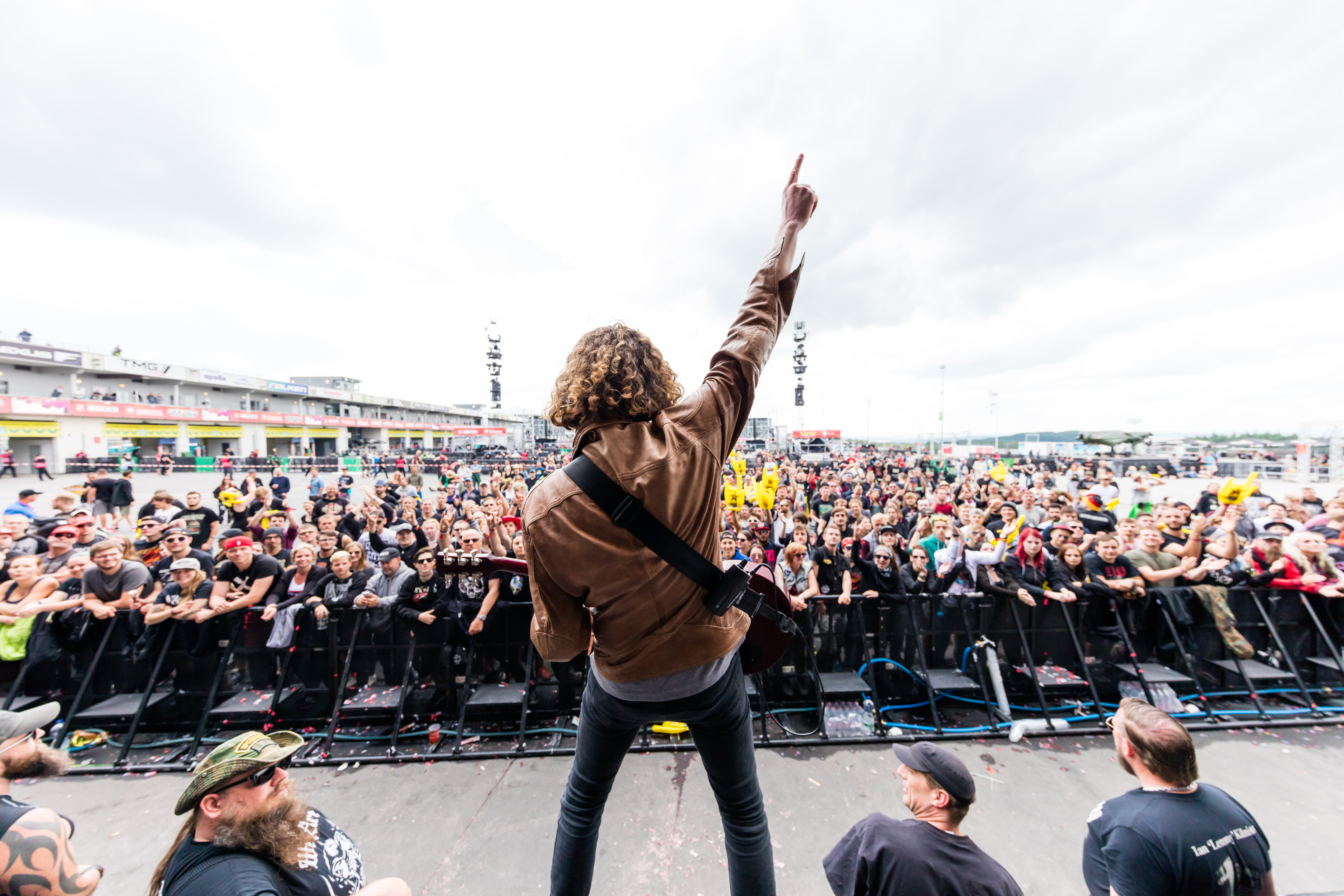
Kaiser Franz Josef bei Rock am Ring 2017
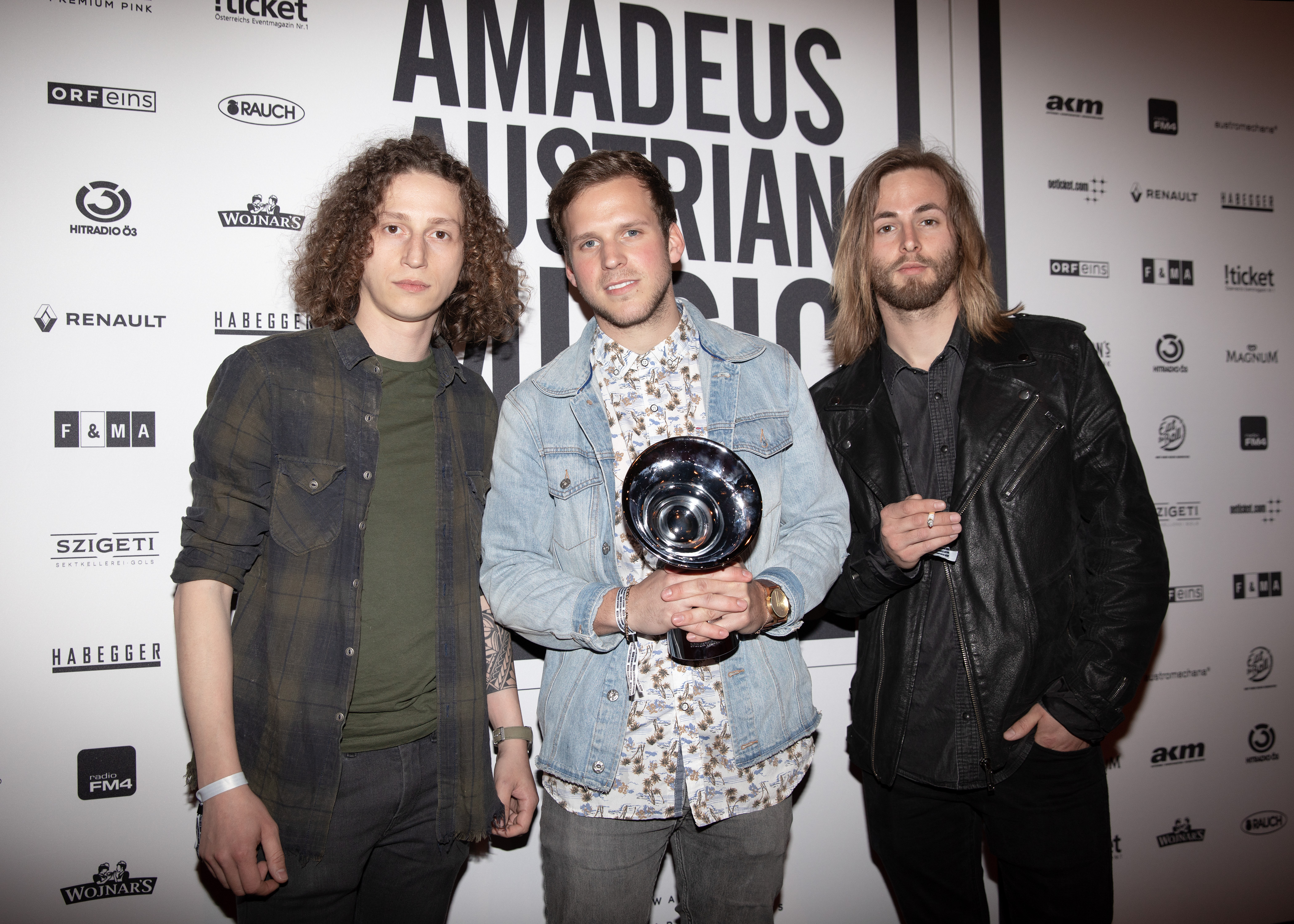
Kaiser Franz Josef mit dem Amadeus Music Award 2018